# Gustave-Charles-Marie Mutel
Gustave-Charles-Marie Mutel MEP (* 8. März 1854 in Blumeray, Frankreich; † 22. Januar 1933) war ein französischer Bischof der Pariser Mission in Korea.

## Leben
Er wurde am 24. Februar 1877 zum Priester der Pariser Mission geweiht. 1881 kam er in die Mission nach Korea. 1885 wurde er Dekan der Universität von Paris. Am 2. September 1890 ernannte ihn Papst Leo XIII. zum Apostolischen Vikar von Korea und Titularbischof von Milo. Am 21. September 1890 spendete ihm der Pariser Erzbischof François-Marie-Benjamin Richard de la Vergne unter Assistenz von Alphonse-Martin Larue, Bischof von Langres, und Casimir Vic CM, Apostolischer Vikar von Nord Kiangsi, in der Kapelle der Pariser Mission die Bischofsweihe. Am 8. April nannte Papst Pius X. seine Teilkirche in Apostolisches Vikar von Seoul um. Am 31. Januar 1923 wechselte er zum Titularbistum Mopsuestia. Am 11. Januar 1926 ernannte ihn Papst Benedikt XV. zum Titularerzbischof von Ratiaria. Er starb am 22. Januar 1933.

## Diskussion
Laut Pater Choi Seok-woo, dem Gründer des Institute of Korean Christian Studies und einem hochrangigen Mitglied der katholischen Kirche, der Mutels Tagebücher und Briefe übersetzt hat, hatte Mutel ein diskriminierendes Überlegenheitsgefühl gegenüber Koreanern und erkannte nicht einmal koreanische Priester als Mitarbeiter an. 2011 befasste sich ein vom Korea Institute of Churches veranstaltetes Symposium mit den problematischen Aktivitäten französischer Missionare, darunter auch Mutel. Sie verhinderten die Beteiligung koreanischer Gläubiger an der Unabhängigkeitsbewegung, indem sie die antijapanischen Soldaten von Joseon, die sich der japanischen Unterdrückung widersetzten, mit „Räubern“ und „Banditen“ verglichen und Studenten, die sich an der Unabhängigkeitsbewegung vom 1. März beteiligten, auswiesen. Unter Missachtung der Regel, dass Geständnisse nicht öffentlich gemacht werden sollten, wurden die Koreaner, die eine Unabhängigkeitsbewegung planten, an Japan gemeldet. Es stellte sich jedoch heraus, dass er während des Ersten Weltkriegs, der eine nationale Krise in seinem Land darstellte, anders handelte.
In Mutels Tagebuch steht: Als Ahn Jung-geun 1919 Itō Hirobumi angriff, lehnte Mutel einseitig An Chung-gun (oder Ahn Jung-geun) Beziehung zur römisch-katholischen Kirche ab. Er ignorierte nicht nur die Bitte von An Chung-gun und seiner Familie, einen Priester zu schicken, sondern disziplinierte auch den französischen Missionar Nicolas Josef-Marie Willem, der Ahn freiwillig besuchte und das Kommunion spendete. Mutel verurteilte Ahn Jung-geuns Hingabe als „Mordanschlag“ und nahm an der Trauerfeier Hirobumi Itos teil.